# Кармелітський костел (Мстислав)
Костел Вознесіння Пресвятої Діви Марії (біл. Касцёл Унебаўзяцця Найсвяцейшай Дзевы Марыі), більш відомий як Кармелітський костел — католицький храм, розташований у місті Мстиславль, Білорусь. Відноситься до Мстиславского деканату Мінсько-Могильовської архідієцезії. Освячений у 1637 році як храм при монастирі кармелітів, тому також широко відомий як костел кармелітів. Реконструйований у 1746—1750 роках. Храм включено до Державного списку історико-культурних цінностей Республіки Білорусь. Найцінніша, з точки зору історичної спадщини, архітектурна пам'ятка Мстиславля.

## Історія

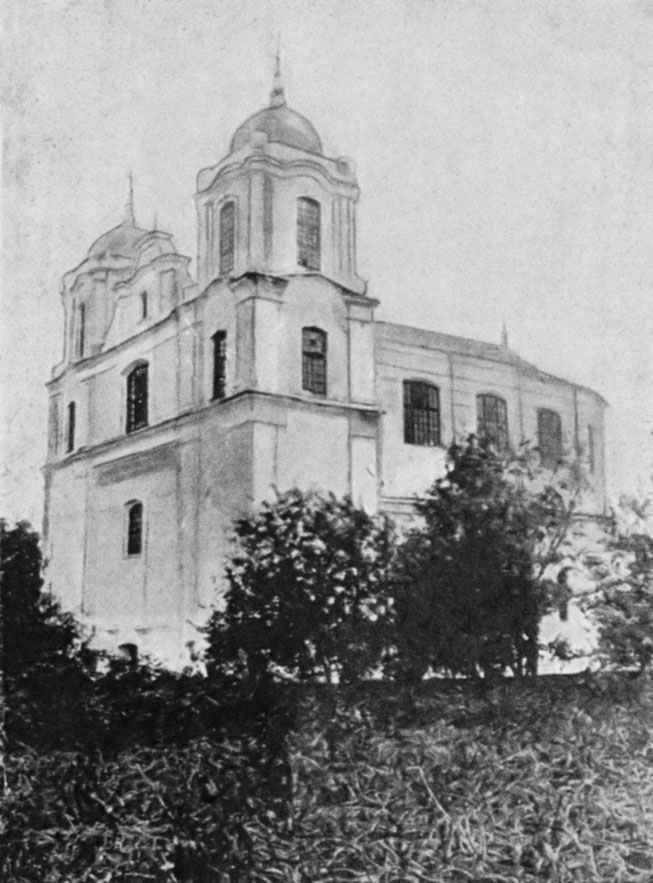
Вид костелу в 1913 році

Кармелітський монастир біля підніжжя Замкової гори Мстиславля був заснований на початку XVII століття. Костел при монастирі спочатку був дерев'яним і непримітним, але в 1617—1637 роках на його місці був побудований великий кам'яний храм. У 1654 році, після взяття Мстиславля московськими військами, ченці-кармеліти були вбиті, й цим подіям присвячені дві центральні фрески храму — «Взяття Мстиславля московськими військами 1654 року» і «Вбивство ксьондзів».
У 1746—1750 роках храм було реконструйовано під керівництвом Йогана-Кристофа Глаубіца (верхівки веж, декор фасаду, форма даху).

## Архітектура

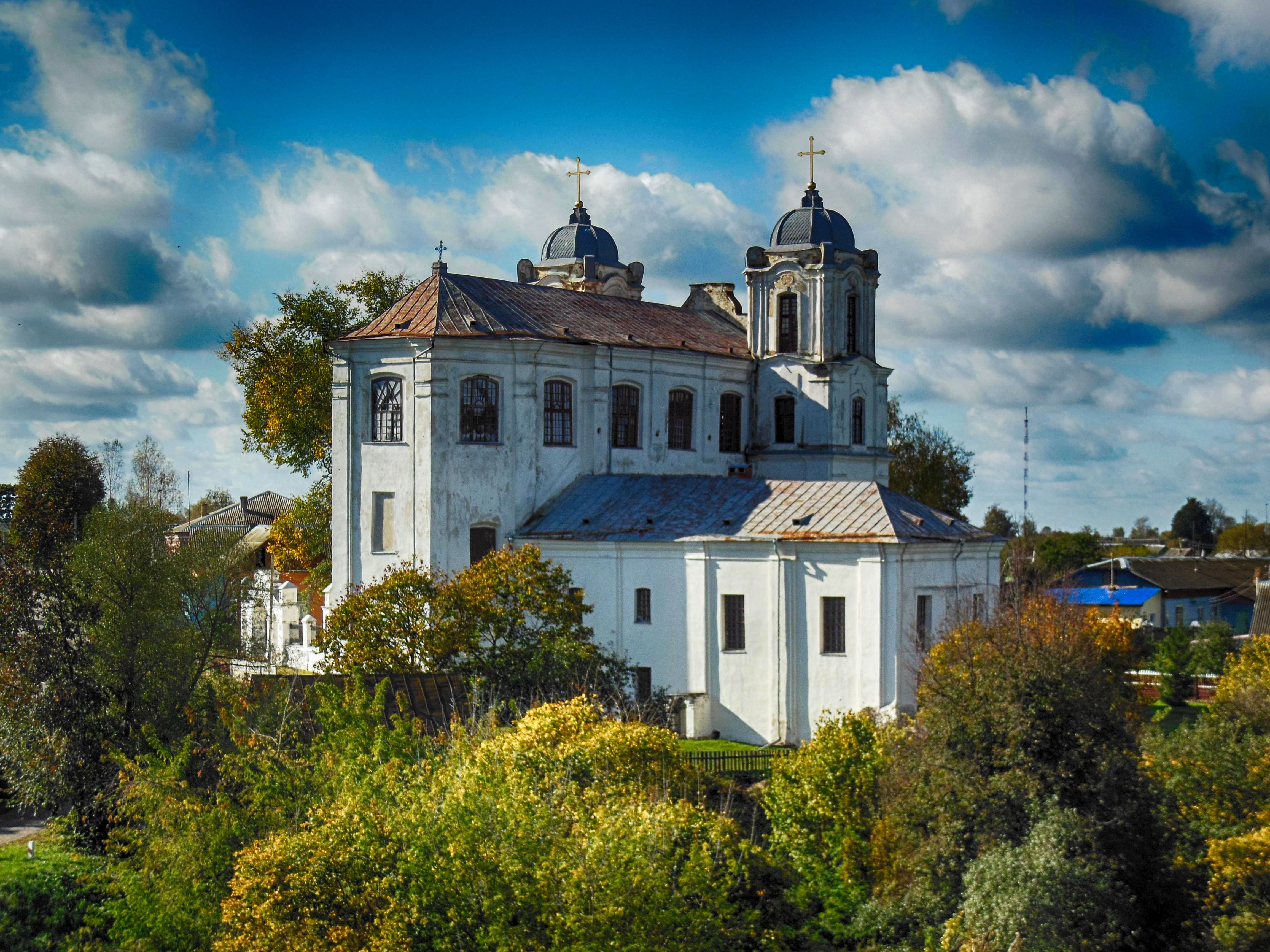
Вид із Замкової гори

Архітектурний стиль храму одні джерела визначають як бароко і рококо, інші — як Віленське бароко. Церква Вознесіння має три нави, ширина середньої — близько дев'яти метрів, вони відокремлені одна від одної двома рядами по три колони в кожній. План головної частини храму схожий формою до квадрату. П'ятигранна апсида завершує центральну наву, зліва від неї розташована двоповерхова прибудова («тепла каплиця»).
Головною визначною пам'яткою інтер'єру церкви є 20 фрескових композицій, датовані XVII століттям, які непогано збереглися, незважаючи на жалюгідний стан храму.
На даний час католицька парафія проводить служби у прибудові, головне приміщення костелу заставлене будівельним устаткуванням, проте реставраційні роботи припинені через нестачу фінансування. Планується найближчим часом відновити реставрацію церкви, яку планувалося завершити до 2016 року.